# Kujibiki Unbalance (serie de televisión)
Kujibiki ♥ Unbalance (くじびき♥アンバランス Kujibiki♥Anbaransu?) es una serie anime de 12 capítulos que salió en la TV japonesa en el 2006. Tiene el dibujo de un corazón en el título para diferenciarlo de su serie OVA predecesora, Kujibiki Unbalance, de la que salieron sus primeros 3 capítulos en el 2004. Como la serie OVA, la historia de esta serie de TV tiene sus raíces en los mangas y posterior anime de Genshiken. En noviembre del 2006, también se empezó a editar una serie manga referida a esta serie de TV.
El género del anime es de comedia, acción y romance. La serie fue dirigida por "Tsutomu Mizushima" y realizada a través de los estudios "Ajia-do Animation Works".

## Argumento inicial
Una vez al año, la prestigiosa escuela de secundaria "Rikkyouin" tiene una lotería para determinar quien será miembro del consejo de estudiantes del próximo año. En su primer día de la escuela Chihiro Enomoto (el protagonista) gana la presidencia mientras que su amiga de la niñez Tokino Akiyama, escoge el boleto del vicepresidenta. Sin embargo, ellos deben primero pasar un aprendizaje de un año en el consejo de estudiantes actual del presente año y cualquier falta que realicen en sus tareas asignadas, dará lugar a la expulsión inmediata de la escuela.

## Capítulos
Los títulos están en japonés, inglés y por último en español:
1. みんな、がっこうでおどろく。- Everyone Gets Surprised At School. - Todo el mundo se ha sorprendido en la escuela.
2. やくそくをまもれないとだめだ。- You Should Keep Your Promises. - Deberías mantener tus promesas.
3. きょうだいがたいへんだ。 - Siblings Are Annoying. - "Los hermanos" son molestos.
4. にちようびにあそぼうか。 - Let's Do Something On Sunday. - Vamos a hacer algo el Domingo.
5. ともだちがかわるかもしれない。- Maybe Friends Will Understand. - Posiblemente los amigos lo entenderán.
6. ぜったい、ないしょにしておこう。 - I'll Definitely Keep This Secret. - Definitivamente mantendré este secreto.
7. えらいひとのはなしをきく。 - I'll Listen To The Higher-Ups. - Escucharé al superior.
8. むかしのことをわすれている。 - I've Forgotten About The Past. - He olvidado el pasado.
9. はなびがきれいにみえた。 - The Fireworks Looked Beautiful. - Los fuegos artificiales parecen bonitos.
10. さがしても、そこにはない。 - Even If I Look For It, It's Not There. - Incluso si lo buscara, no estaría allí.
11. くらいところでつまづく。 - Stumbling In The Dark.- Tropezando en la oscuridad.
12. ゆめをかなえてみよう。 - Let's Make The Wish Come True.- Vamos hacer que los deseos se hagan realidad.